# Challenger Cup de Voleibol Masculino de 2019
A Challenger Cup de Voleibol Masculino de 2019 foi a segunda edição deste torneio com promoção da Federação Internacional de Voleibol (FIVB). Foi disputada na Eslovênia, com as partidas ocorrendo na Arena Stožice da capital Liubliana.
Como na edição anterior, novamente a seleção da casa conquistou o título, ao derrotar Cuba na final por 3 sets a 0 e garantindo a promoção para a Liga das Nações de 2020 substituído justamente Portugal que fora promovido em 2018.

## Participantes
Este torneio contou com seis equipes participantes, sendo elas:
| Classificação               | Classificados |
| --------------------------- | ------------- |
| País-sede                   | Eslovênia     |
| Qualificatória da NORCECA   | Cuba          |
| Ranking Mundial pela CAVB   | Egito         |
| Playoff CSV–AVC             | Chile1        |
| Liga Europeia de 2019 (CEV) | Turquia       |
| Liga Europeia de 2019 (CEV) | Bielorrússia  |

1 Nenhum time da Ásia participou do processo de qualificação, com isso uma seleção da América do Sul se classificou automaticamente.
A FIVB outorgou, para cada confederação continental, livre arbítrio para o processo da escolha de seus representantes. Os mesmos poderiam vir de um torneio qualificatório a ser criado ou utilizando de um campeonato já existente, ofertando as vagas para a Challenger Cup. Caso nenhum torneio fosse realizado, a vaga deveria ser outorgada levando em consideração o ranking mundial.

## Regulamento
As seis seleções participantes foram divididas em dois grupos de três integrantes em cada. As duas primeiras colocadas de cada grupo avançaram para as semifinais, na qual as perdedoras disputaram o terceiro lugar, enquanto que as vencedoras fizeram a decisão.
A equipe campeã qualificou-se automaticamente para a Liga das Nações de 2021 (após o cancelamento da edição de 2020), no lugar da última colocada entre as equipes "desafiantes" da edição de 2019 desta competição.

## Fase preliminar
Com o uso do sistema serpentina, as seleções participantes foram distribuídas de acordo com o último ranking da FIVB antes do início da competição (indicados entre parêntesis).
| Grupo A          | Grupo B           |
| ---------------- | ----------------- |
| Eslovênia (sede) | Egito (13)        |
| Turquia (33)     | Cuba (18)         |
| Chile (37)       | Bielorrússia (48) |

|  | Classificadas para as semifinais |

Todas as partidas seguem o horário local (UTC+2).

### Grupo A
|     |           |     | Jogos | Jogos | Jogos | Resultados | Resultados | Resultados | Resultados | Resultados | Resultados | Sets | Sets | Sets  | Pontos | Pontos | Pontos |
| Pos | Equipe    | Pts | T     | V     | D     | 3–0        | 3–1        | 3–2        | 2–3        | 1–3        | 0–3        | V    | P    | R     | V      | P      | R      |
| --- | --------- | --- | ----- | ----- | ----- | ---------- | ---------- | ---------- | ---------- | ---------- | ---------- | ---- | ---- | ----- | ------ | ------ | ------ |
| 1   | Eslovênia | 6   | 2     | 2     | 0     | 1          | 1          | 0          | 0          | 0          | 0          | 6    | 1    | 6,000 | 173    | 122    | 1.418  |
| 2   | Turquia   | 3   | 2     | 1     | 1     | 1          | 0          | 0          | 0          | 1          | 0          | 4    | 3    | 1.333 | 148    | 155    | 0.955  |
| 3   | Chile     | 0   | 2     | 0     | 2     | 0          | 0          | 0          | 0          | 0          | 2          | 0    | 6    | 0,000 | 106    | 150    | 0.707  |

| Data  | Hora  |           | Placar |         | Set 1 | Set 2 | Set 3 | Set 4 | Set 5 | Total | Relatório |
| ----- | ----- | --------- | ------ | ------- | ----- | ----- | ----- | ----- | ----- | ----- | --------- |
| 3 jul | 20:40 | Eslovênia | 3–0    | Chile   | 25–15 | 25–15 | 25–19 |       |       | 75–49 | Relatório |
| 4 jul | 20:30 | Turquia   | 3–0    | Chile   | 25–13 | 25–22 | 25–22 |       |       | 75–57 | Relatório |
| 5 jul | 20:30 | Eslovênia | 3–1    | Turquia | 23–25 | 25–16 | 25–15 | 25–17 |       | 98–73 | Relatório |

### Grupo B
|     |              |     | Jogos | Jogos | Jogos | Resultados | Resultados | Resultados | Resultados | Resultados | Resultados | Sets | Sets | Sets  | Pontos | Pontos | Pontos |
| Pos | Equipe       | Pts | T     | V     | D     | 3–0        | 3–1        | 3–2        | 2–3        | 1–3        | 0–3        | V    | P    | R     | V      | P      | R      |
| --- | ------------ | --- | ----- | ----- | ----- | ---------- | ---------- | ---------- | ---------- | ---------- | ---------- | ---- | ---- | ----- | ------ | ------ | ------ |
| 1   | Cuba         | 5   | 2     | 2     | 0     | 0          | 1          | 1          | 0          | 0          | 0          | 6    | 3    | 2,000 | 206    | 184    | 1.120  |
| 2   | Bielorrússia | 2   | 2     | 1     | 1     | 0          | 0          | 1          | 0          | 1          | 0          | 4    | 5    | 0.800 | 193    | 195    | 0.990  |
| 3   | Egito        | 2   | 2     | 0     | 2     | 0          | 0          | 0          | 2          | 0          | 0          | 4    | 6    | 0.667 | 197    | 217    | 0.908  |

| Data  | Hora  |       | Placar |              | Set 1 | Set 2 | Set 3 | Set 4 | Set 5 | Total  | Relatório |
| ----- | ----- | ----- | ------ | ------------ | ----- | ----- | ----- | ----- | ----- | ------ | --------- |
| 3 jul | 17:30 | Egito | 2–3    | Bielorrússia | 25–21 | 16–25 | 25–20 | 24–26 | 9–15  | 99–107 | Relatório |
| 4 jul | 17:30 | Cuba  | 3–1    | Bielorrússia | 25–20 | 21–25 | 25–21 | 25–20 |       | 96–86  | Relatório |
| 5 jul | 17:30 | Egito | 2–3    | Cuba         | 23–25 | 18–25 | 25–23 | 25–22 | 7–15  | 98–110 | Relatório |

## Fase final
|  | Semifinais   | Semifinais |   |            | Final          | Final |  |
|  |              |            |   |            |                |       |  |
|  | 6 de julho   |            |   |            |                |       |  |
|  | Cuba         | 3          |   |            |                |       |  |
|  | Turquia      | 2          |   |            |                |       |  |
|  |              |            |   |            |                |       |  |
|  |              |            |   |            | 7 de julho     |       |  |
|  |              |            |   |            | Cuba           | 0     |  |
|  |              | Eslovênia  | 3 |            |                |       |  |
|  |              |            |   |            |                |       |  |
|  |              |            |   |            |                |       |  |
|  |              |            |   |            | Terceiro lugar |       |  |
|  | 6 de julho   | 6 de julho |   | 7 de julho | 7 de julho     |       |  |
|  | Eslovênia    | 3          |   | Turquia    | 1              |       |  |
|  | Bielorrússia | 1          |   |            | Bielorrússia   | 3     |  |

### Semifinais
| Data  | Hora  |           | Placar |              | Set 1 | Set 2 | Set 3 | Set 4 | Set 5 | Total   | Relatório |
| ----- | ----- | --------- | ------ | ------------ | ----- | ----- | ----- | ----- | ----- | ------- | --------- |
| 6 jul | 17:30 | Cuba      | 3–2    | Turquia      | 22–25 | 25–23 | 25–22 | 20–25 | 15–12 | 107–107 | Relatório |
| 6 jul | 20:30 | Eslovênia | 3–1    | Bielorrússia | 21–25 | 27–25 | 25–20 | 25–18 |       | 98–88   | Relatório |

### Terceiro lugar
| Data  | Hora  |         | Placar |              | Set 1 | Set 2 | Set 3 | Set 4 | Set 5 | Total | Relatório |
| ----- | ----- | ------- | ------ | ------------ | ----- | ----- | ----- | ----- | ----- | ----- | --------- |
| 7 jul | 17:30 | Turquia | 1–3    | Bielorrússia | 20–25 | 25–20 | 16–25 | 20–25 |       | 81–95 | Relatório |

### Final
| Data  | Hora  |      | Placar |           | Set 1 | Set 2 | Set 3 | Set 4 | Set 5 | Total | Relatório |
| ----- | ----- | ---- | ------ | --------- | ----- | ----- | ----- | ----- | ----- | ----- | --------- |
| 7 jul | 20:30 | Cuba | 0–3    | Eslovênia | 24–26 | 21–25 | 21–25 |       |       | 66–76 | Relatório |

## Classificação final
| Campeão | Vice-campeão | Terceiro lugar |
| EslovêniaTonček Štern · Alen Pajenk · Jan Kozamernik · Alen Šket · Mitja Gasparini · Dejan Vinčić · Sašo Štalekar · Žiga Štern · Jani Kovačič · Urban Toman · Matic Videčnik · Gregor Ropret · Tine Urnaut · Klemen Čebulj | CubaJosé Masso · Osniel Melgarejo · Marlon Yang · Javier Concepción · Yonder García · Liván Osoria · Lyvan Taboada · Jesús Herrera Jaime · Adrián Goide · Yohan León · Roamy Alonso · Miguel Ángel López | BielorrússiaAndrei Radziuk · Siarhei Busel · Uladzislau Babkevich · Maksim Shkredau · Viachaslau Shmat · Artsiom Kudrashou · Kanstantsin Tsiushkevich · Dzmitry Vash · Radzivon Miskevich · Viachaslau Charapovich · Pavel Kuklinski · Raman Aplevich |

| 4 | Turquia |
| 5 | Egito   |
| 6 | Chile   |